# Journal of Ophthalmic Inflammation and Infection
Journal of Ophthalmic Inflammation and Infection (skrót: J Ophthalmic Inflamm Infect) – naukowe czasopismo okulistyczne wydawane od 2010. Specjalizuje się w publikowaniu prac dotyczących stanów zapalnych oka i infekcji ocznych. Oficjalny organ International Ocular Inflammation Society (IOIS). 
Periodyk jest recenzowany i ukazuje się wyłącznie w formie elektronicznej w otwartym dostępie. Publikowane są tu badania kliniczne i eksperymentalne dotyczące stanów zapalnych i infekcji oczu. Akceptowane są prace oryginalne, artykuły przeglądowe, krótkie raporty, opisy przypadków, eseje fotograficzne i komentarze ekspertów dotyczące trudnych przypadków.
W międzynarodowym rankingu SCImago Journal Rank (SJR) mierzącym znaczenie poszczególnych czasopism naukowych „Journal of Ophthalmic Inflammation and Infection" zostało w 2019 sklasyfikowane na:
- 69. miejscu wśród czasopism w kategorii: okulistyka[3] oraz
- 181. miejscu wśród czasopism w kategorii: choroby zakaźne[4].

W polskim wykazie czasopism punktowanych przez Ministerstwo Nauki i Szkolnictwa Wyższego periodyk otrzymał 70 pkt (2019).
Publikacje ukazujące się w tym czasopiśmie są indeksowane m.in. w Chemical Abstracts Service, Directory of Open Access Journals (DOAJ), Emerging Sources Citation Index, OCLC, Embase, bazie PubMed oraz w Scopusie.
Wydawcą jest Springer Nature (w ramach marki SpringerOpen). Redaktorem naczelnym jest Carlos Pavesio (Moorfields Eye Hospital, Wielka Brytania).